# بيجان
بيجان قرية سوريّة تتبع إداريّاً لمحافظة حلب منطقة عين العرب ناحية مركز عين العرب، بلغ تعداد سكانها 180 نسمة حسب التعداد السكاني لعام 2004.